# غزوان الزركلي
غزوان الزركلي (4 يناير 1954 -) هو عازف بيانو وملحن سوري، وأستاذ موسيقياً.

## حياته ونشأته
درس في دمشق وبرلين وموسكو، وكذلك درّس في فايمر وأوسنابروك (ألمانيا) وفي القاهرة، وأقام ورشات عمل في الجزائر ولبنان والإمارات العربية المتحدة.
وقادته حفلاته في العزف المنفرد إلى (23) بلداً، حيث حصل على جوائز عربية وأجنبية عديدة.
كان غزوان عضو تحكيم دولي في مسابقات العزف على البيانو بدءاً من عام 2004م. ولعب دوراً بارزاً في بناء الحياة الموسيقية في سوريا عزفاً وتدريساً، وكذلك عن طريق التأليف الموسيقي والكتابة والترجمة. وهو حاصل على جائزة الدولة في سوريا لعام 1969م.
- 1961-1972: في المعهد العربي للموسيقا بدمشق على يد المدرسة البريطانية سنثيا الوادي والمدرسين الروسيين أوليغ ايفانوف وفيكتور بونين.
- 1972-1977: ليسانس + دبلوم + ماجستير من المدرسة العليا للموسيقا «هانس أيسلر» في برلين على يد البروفسور كلاوس بيسلر والبروفسور ديتلم م. نيلسون والبروفسور ديتر تسيشلين.
- 1977-1981: شهادة مساعد بروفسور «أهلية التعليم الجامعي» ــ الدكتوراه ــ من كونسرفاتوار تشايكوفسكي في موسكو على يد البروفسور غليب أكسلرود فنان الشعب لجمهورية روسيا.

## مناصب
- 1981-1985: تدريس في المعهد العربي للموسيقا والمعهد العالي للفنون المسرحية واتحاد الإذاعات العربية في دمشق.
- 1985-1988: كبير مساعدي بروفسور مادة العزف على البيانو في المدرسة العليا للموسيقا «فرانز ليست» في فايمر ــ ألمانيا.
- شباط 1988: بروفسور بدون كرسي في فايمر.
- 1988-1991: نشاط مكثف في سورية.
- 1991: بدء النشاط الدوري في أوربة.
- 1993-2001: تدريس في كونسرفتوار مدينة أوسنابروك في ألمانيا.
- نيسان 2001: بروفسور ذو كرسي في المعهد العالي للموسيقا بدمشق.
- 2001-2002: نائب عميد المعهد العالي للموسيقا بدمشق.
- 2003-2005: خبير موسيقي/أستاذ مادة البيانو في كونسرفتوار القاهرة زميل في مركز تنمية المواهب في الأوبرا المصرية.
- 2004-2005: عضو لجنة التحكيم في المسابقة الدولية للعزف على البيانو في الرباط «2004» وفي المهرجان الدولي للمواهب الشابة في دبي «2004-2005».
- 2007: عضو لجنة التحكيم في المسابقة العربية لليافعين وفي المهرجان الدولي للمواهب الشابة في دبي.

## جوائز
- 1969: جائزة الدولة التشجيعية للجمهورية العربية السورية.
- 1971: الجائزة الأولى في المسابقة السورية اللبنانية في العزف على البيانو في بيروت ــ لبنان.
- 1979: دبلوم المسابقة العالمية في العزف على البيانو «فيانا دا موتا» في ليشبونة ــ البرتغال.
- 1980: الجائزة الخاصة للمسابقة العالمية في العزف على البيانو «بالوما أوشيا» في سانت أندير ــ إسبانيا.
- 1986: دبلوم المسابقة العالمية في العزف على البيانو «بيوتر تشايكوفسكي» في موسكو ــ روسيا.
- 1989-1990: منحة من كونسرفتوار تشايكوفسكي للتحضير لدرجة البروفسور ذي كرسي.
- 1991: منحة من هيئة التبادل الأكاديمي في جمهورية ألمانيا الإتحادية.
- 1993-1994: الجائزة الرابعة والجائزة الثالثة والجائزة الخاصة لمسابقة العزف على البيانو «إيبلا» في صقلية ــ إيطاليا.

## مسيرته
مثّل سورية في "23" بلداَ: في الولايات المتحدة الأمريكية (نيويورك، إفريقيا دار السلام والقاهرة"، وفي مدن أوروبية وآسيوية عديدة، على سبيل المثال في مدريد - لندن - براتيسلافا - كارلوفيفاري - هلسنكي - باريز - موسكو - ألما آتا - طشقند - بيروت - عمّان - الجزائر - دمشق - دبي.
حفلات عديدة في ألمانيا: على سبيل المثال في برلين - بوتسدام - كاسل - شفيرين - أوسنابروك - أولدنبورغ - هانوفر - لابيتزغ (في قاعة الغيفاند هاوس).
- عازف بيانو منفرد في هيئة الإذاعة والتلفزيون.
- مؤلف موسيقي لـلسوبرانو والبيانو، 2006 : CD
- موسيقى مسلسل «محطة الثلاثين» للتلفزيون السوري.

كاتب ومترجم (2005-2006 : كتاب «معارك قيس وليلى», كتاب «الجميل في فن النغم»).